# Нога (рассказ)
«Нога» (англ. The Leg) — рассказ американского писателя Уильяма Фолкнера. Предположительно написан в конце 1925 — начале 1926 года. Впервые опубликован в 1934 году в сборнике «Доктор Мартино и другие рассказы». На русском языке в 1977 году (сборник «По ту сторону» в общем собрании рассказов).

## Сюжет

Уильям Фолкнер во время войны. Фото 1918 года

В 1914 году, накануне большой войны, два студента на ялике плывут по Темзе, наслаждаясь природой и цитируя стихи. На одном из шлюзов Джордж, заглядевшийся на девушку, упал за борт, но был спасён подоспевшими отцом и братом девушки.
На будущий год друзья встретились уже на фронте. Джордж — субалтерн в полку, где служили все его предки. Дэви — доброволец. Джордж погибает, а Дэви оказывается в госпитале, где ему ампутируют ногу. После операции, разговаривая в бреду с приятелем, он просит его проследить, чтобы ногу обязательно похоронили мёртвой. Свою просьбу он несколько раз настойчиво повторил, внушая Джорджу самому убедиться, что ноги больше нет.
После госпиталя Дэви поступил в школу наблюдателей. Он ещё несколько раз разговаривал с Джорджем, который укорял Дэви в том, что тот избегает его, хотя прогуливается по реке на лодке с девушкой. Ногу Джордж найти не смог. Через некоторое Джордж перестал являться Дэви.
На спящего Дэви напал, пытаясь полоснуть ножом, дезертировавший из своей части Джотем Раст, брат той самой девушки с Темзы. За отягчённое воинское преступление он был приговорён к смертной казни. Священник, бывший с ним всё это время, позже рассказал Дэви, что сестра Джотема проводила время с неким молодым человеком, затем пропала, а когда с помощью соседей её нашли, она была безумна и вскоре умерла в страшных мучениях. Не надолго пережил её и отец, не выдержавший потери любимой дочери. У Джотема был любительский снимок, на котором можно было разглядеть спутника Коринтии. Эту фотографию он отдал священнику накануне казни. Карточка из рук в руки была передана Дэви, и он увидел своё изображение, только с порочным и жестоким выражением лица.
Пристёгивая протез, Дэви несколько раз повторяет: «Я же велел найти и убить её, велел ему, велел».

## Экранизация
- «Нога» — российский фильм 1991 года об Афганской войне, режиссёр Никита Тягунов. Сюжет интерпретирован Надеждой Кожушаной.